# 鹿楼镇
鹿楼镇，是中华人民共和国江苏省徐州市沛县下辖的一个乡镇级行政单位。

## 行政区划
鹿楼镇下辖以下地区：
鹿楼社区、鸳楼社区、房庄村、宋庵村、邱庄村、杜桥村、魏花园村、陈新庄村、谭寨村、黄楼村、赵庄村、卢楼村、张伙庄村、曹文村、团结村、踪平楼村、任董庄村、高彭庄村、闵堤口村、姬庄村、何庄村、刘饭铺村、七堡村和八堡村。